# Уикенс, Роберт
Роберт Тайлер Уикенс (англ. Robert Tyler Wickens, родился 13 марта 1989 года в Торонто, Канада) — канадский автогонщик. Чемпион серии Формула-Рено 3.5 (2011), вице-чемпион серии ФИА Формулы-2 (2009), вице-чемпион серии GP3 (2010), бронзовый призёр личного зачёта Атлантического чемпионата (2007).

## Спортивная карьера
Как и многие автогонщики того времени Роберт начал свою карьеру с картинговых соревнований, где провёл несколько лет, начиная с 1999 года. Участие в подобных соревнованиях проходят вполне успешно — Уикенс постепенно становится всё более грозной силой в североамериканском регионе. Успехи юного канадца привлекают к нему внимание местных энтузиастов автоспорта: Роберта устраивают сначала на тесты в Формулу-БМВ, а затем находят ему место в одной из команд чемпионата США. В соревнованиях на данной технике канадец проводит два года: доказав свой высокий пилотский уровень сначала в США, а затем отправившись покорять Европу.
После первых неудач в Европе менеджмент пилота всё же делает упор на североамериканских сериях, отправляя его в 2007 году в Атлантический чемпионат. Уикенс проводит удачный сезон, выигрывает квалификацию на первом же этапе, но в гонках оказывается недостаточно стабильным — некоторое время борясь за лидерство в личном зачёте с Франком Перерой и Рафаэлом Матосом он постепенно отстаёт от них и заканчивает сезон лишь третьим. Во второй половине года удаётся провести несколько гонок в Формуле-Рено 3.5, а также поучаствовать в соревнованиях A1 Grand Prix. В первой серии успехи Роберта оказываются весьма локальны, а вот в кубке мира Уикенс оказывается более конкурентоспособен — в первой же гонке от финиширует на подиумной позиции, а в дальнейшем добывает для Канады вторую в её истории в данной серии победу.
В 2008 году менеджмент устраивает канадцу максимально насыщенную программу, отправляя его учить европейские трассы и привыкать к более высокому уровню соперничества сразу в две серии — всё ту же Формулу-Рено 3.5, а также в евросерию Формулы-3. Ни там, ни там добиться чего-то серьёзного не удаётся, но постепенно Уикенс выходит на уровень лидеров пелотона по скорости и одерживает в обеих сериях свои первые победы. Через год программа максимального наката вновь остаётся приоритетной, но в этот раз основной серией выбирается ФИА Формула-2. Сезон проходит не идеально: начав с двойной победы Роберт постепенно даёт конкурентам себя догнать, а потом один из них — испанец Энди Соучек — начинает всё больше отрываться от группы преследователей и к коцу года за явным преимуществом выигрывает титул. Уикенс же долгое время борется за второе место и, в итоге, выигрывает его.
В 2010 году менеджмент переводит канадца на щадящий режим выступлений, заявив его только в одну серию — в GP3. Имевшийся опыт выступлений делал Роберта предстартовым фаворитом сезона, но он вновь не смог выступить достаточно стабильно, уступив титул мексиканцу Эстебану Гутьерресу, начавшему свою карьеру в большом автоспорте на два года позже своего северного соседа.
В 2011 году Уикенс возвращается в Формулу-Рено 3.5. Канадец наконец оправдывает все авансы: на старте сезона он немного отстаёт от конкурентов но постепенно превзойдя их в стабильности он к концу года закрепляется на первой строчке личного зачёта и завоёвывает свой первый за долгое время титул. Дополнительную сладость победе приносит тот факт, что ближайшим соперником канадца в чемпионате в итоге становится протеже Red Bull Жан-Эрик Вернь. На этот же год приходится первый реальный шанс Роберта попасть в Формулу-1: канадец проводит несколько тестовых сессий за Marussia Virgin F1.
Поучаствовав практически во всех европейских сериях на машинах с открытыми колёсами, Уикенс в 2012 году пробует себя в кузовных гонках, подписав контракт с Mercedes в немецкой серии DTM. Притирка к новой технике проходит медленно и в первый год Роберт лишь несколько раз финиширует в очковой зоне.

## Статистика результатов в моторных видах спорта

### Сводная таблица
| 2005      | Формула-БМВ США                | Team Apex Racing USA                      | 14         | 2          | 1          | 2          | 5          | 122        | 3          |
| 2005      | Мировой финал Формулы-БМВ      | Team Autotecnica                          | 1          | 0          | 0          | 0          | 0          | —          | 6          |
| 2006      | Формула-БМВ США                | EuroInternational Team Apex Racing USA    | 14         | 3          | 3          | 3          | 7          | 149        | 1          |
| 2006      | Формула-БМВ ADAC               | ADAC Berlin-Brandenburg                   | 2          | 0          | 0          | 0          | 0          | 0          | НК†        |
| 2006      | Мировой финал Формулы-БМВ      | Eurointernational                         | 1          | 0          | 0          | 0          | 0          | —          | 8          |
| 2006      | Еврокубок Формулы-Рено 2.0     | Motopark Academy                          | 2          | 0          | 0          | 0          | 0          | 0          | НК†        |
| 2007      | Champ Car Atlantic             | Forsythe Championship Racing              | 12         | 1          | 1          | 2          | 4          | 255        | 3          |
| 2007      | Формула-Рено 3.5               | Carlin Motorsport                         | 4          | 0          | 0          | 0          | 0          | 6          | 25         |
| 2007–08   | A1 Grand Prix                  | Канада                                    | 14         | 1          | 2          | 1          | 4          | 75         | 9          |
| 2008      | Евросерия Формулы-3            | Signature-Plus                            | 14         | 1          | 0          | 0          | 2          | 10,5       | 15         |
| 2008      | Формула-Рено 3.5               | Carlin Motorsport                         | 17         | 1          | 1          | 3          | 4          | 55         | 12         |
| 2009      | Британская Формула-3           | Carlin Motorsport                         | 2          | 0          | 0          | 0          | 1          | 12         | 16         |
| 2009      | Евросерия Формулы-3            | Kolles & Heinz Union                      | 4          | 0          | 0          | 0          | 0          | 0          | НК         |
| 2009      | Атлантический чемпионат        | Genoa Racing                              | 1          | 0          | 0          | 0          | 0          | 12         | 14         |
| 2009      | ФИА Формула-2                  | MotorSport Vision                         | 16         | 2          | 5          | 3          | 6          | 64         | 2          |
| 2010      | GP3                            | Status Grand Prix                         | 16         | 3          | 1          | 3          | 7          | 71         | 2          |
| 2011      | Формула-Рено 3.5               | Carlin Motorsport                         | 17         | 5          | 7          | 4          | 10         | 241        | 1          |
| 2011      | Формула-1                      | Marussia Virgin F1                        | тест-пилот | тест-пилот | тест-пилот | тест-пилот | тест-пилот | тест-пилот | тест-пилот |
| 2012      | DTM                            | Mücke Motorsport                          | 10         | 0          | 0          | 0          | 0          | 14         | 16         |
| 2013      | DTM                            | HWA Team                                  | 10         | 1          | 1          | 0          | 3          | 70         | 5          |
| 2014      | DTM                            | HWA Team                                  | 10         | 1          | 2          | 0          | 1          | 41         | 12         |
| 2015      | DTM                            | HWA AG                                    | 18         | 1          | 0          | 1          | 2          | 61         | 13         |
| 2016      | DTM                            | Mercedes-Benz DTM Team HWA I              | 18         | 2          | 1          | 3          | 5          | 124        | 4          |
| 2017      | DTM                            | Mercedes-AMG Motorsport Mercedes Me       | 18         | 1          | 1          | 1          | 4          | 119        | 9          |
| 2017      | Чемпионат IMSA — PC            | Starworks Motorsport                      | 1          | 0          | 0          | 0          | 0          | 26         | 23         |
| 2017      | IndyCar Series                 | Schmidt Peterson Motorsports              | тест-пилот | тест-пилот | тест-пилот | тест-пилот | тест-пилот | тест-пилот | тест-пилот |
| 2018      | IndyCar Series                 | Schmidt Peterson Motorsports              | 14         | 0          | 1          | 0          | 4          | 391        | 11         |
| 2022      | Michelin Pilot Challenge - TCR | Bryan Herta Autosport with Curb-Agajanian | 10         | 2          | 1          | 1          | 3          | 2500       | 6          |
| 2023      | Michelin Pilot Challenge - TCR | Bryan Herta Autosport with Curb-Agajanian |            |            |            |            |            |            |            |
| Источник: |                                |                                           |            |            |            |            |            |            |            |

† — Поскольку Уикенс был приглашенным гонщиком, он не мог получать очки.

### Гонки на машинах с открытыми колёсами

#### GP3
| 2010 | Status | CA1 2 | TU1 11 | VA1 2  | SI1 9 | HO1 1 | HU1 4 | SP1 1  | MO1 2  | 71 | 2-й |
| 2010 | Status | CA2 4 | TU2 21 | VA2 16 | SI2 5 | HO2 5 | HU2 2 | SP2 11 | MO2 11 | 71 | 2-й |

Жирным выделен старт с поул-позиции. Курсивом — быстрейший круг в гонке.
В первой строчке показаны результаты субботних гонок, во второй — воскресных.

#### ФИА Формула-2
| 2009 | VA1 1 | BR1 9  | SP1 НФ | BH1 4 | DP1 НФ | OS1 8 | IM1 4 | CA1 НФ | 64 | 2-й |
| 2009 | VA2 1 | BR2 НФ | SP2 3  | BH2 2 | DP2 НФ | OS2 4 | IM2 2 | CA2 3  | 64 | 2-й |

Жирным выделен старт с поул-позиции. Курсивом — быстрейший круг в гонке.
В первой строчке показаны результаты субботних гонок, во второй — воскресных.

#### Формула-Рено 3.5
| 2007 | Carlin | -      | -      | -      | -     | -      | -      | -      | ES1 12 | CA1 7  | 6   | 25-й |
| 2007 | Carlin | -      | -      | -      | -     | -      | -      | -      | ES2 10 | CA2 11 | 6   | 25-й |
| 2008 | Carlin | MZ1 НФ | SP1 14 | MON 19 | SI1 9 | HU1 НФ | NU1 13 | BU1 14 | ES1 3  | CA1 3  | 55  | 12-й |
| 2008 | Carlin | MZ2 НФ | SP2 НФ |        | SI2 1 | HU2 8  | NU2 18 | BU2 22 | ES2 12 | CA2 3  | 55  | 12-й |
| 2011 | Carlin | AR1 2  | SP1 1  | MZ1 НФ | MON 2 | NU1 1  | HU1 5  | SI1 1  | ЛК1 2  | CA1 1  | 241 | 1-й  |
| 2011 | Carlin | AR2 5  | SP2 2  | MZ2 НФ |       | NU2 2  | HU2 7  | SI2 1  | ЛК2 19 | CA2 НФ | 241 | 1-й  |

Жирным выделен старт с поул-позиции. Курсивом — быстрейший круг в гонке.
В первой строчке показаны результаты субботних гонок, во второй — воскресных.

### Результаты выступлений в DTM
| Легенда к таблице |                                                                    |
| --- | ------------------------------------------------------------------ |
| В таблице перечислены результаты всех гонок, в которых принимал участие гонщик. Строками таблицы являются сезоны, столбцами — этапы соревнований. В каждой клетке указаны сокращённое название этапа и результат, дополнительно обозначенный цветом. Расшифровка обозначений и цветов представлена в нижеследующей таблице. |                                                                    |
| \| Пример \| Описание \| \| ------------ \| ------------------------------------------------------------------ \| \| 1 \| Победитель \| \| 2 \| Второе место \| \| 3 \| Третье место \| \| 5 \| Финишировал, заработав очки \| \| Сход \| Не финишировал, но при этом заработал очки \| \| 12 \| Финишировал, не получив очков \| \| НКЛ \| Финишировал, но не попал в финальную классификацию \| \| 15 \| Участвовал вне зачёта, либо по отдельной классификации \| \| 18 \| Не финишировал, но попал в финальную классификацию \| \| Сход \| Не финишировал \| \| НКВ \| Не прошёл квалификацию \| \| НПКВ \| Не прошёл предквалификацию \| \| ДСК \| Дисквалифицирован \| \| ИСК \| Исключён из протокола соревнований \| \| ТТ \| Заявлен для участия только в тренировках \| \| НС \| Участвовал в квалификации, но не стартовал в гонке \| \| Т \| Травмирован или болен \| \| ОТК \| Отказ от участия \| \| НТР \| Прибыл на соревнования, но на трассу не выезжал \| \| НПР \| Был заявлен в числе участников, но не прибыл к началу соревнований \| \| О \| Соревнования отменены \| \| \| Не участвовал \| \| Поул-позиция \| \| \| Быстрый круг \| \| |                                                                    |
| Пример | Описание                                                           |
| 1 | Победитель                                                         |
| 2 | Второе место                                                       |
| 3 | Третье место                                                       |
| 5 | Финишировал, заработав очки                                        |
| Сход | Не финишировал, но при этом заработал очки                         |
| 12 | Финишировал, не получив очков                                      |
| НКЛ | Финишировал, но не попал в финальную классификацию                 |
| 15 | Участвовал вне зачёта, либо по отдельной классификации             |
| 18 | Не финишировал, но попал в финальную классификацию                 |
| Сход | Не финишировал                                                     |
| НКВ | Не прошёл квалификацию                                             |
| НПКВ | Не прошёл предквалификацию                                         |
| ДСК | Дисквалифицирован                                                  |
| ИСК | Исключён из протокола соревнований                                 |
| ТТ | Заявлен для участия только в тренировках                           |
| НС | Участвовал в квалификации, но не стартовал в гонке                 |
| Т | Травмирован или болен                                              |
| ОТК | Отказ от участия                                                   |
| НТР | Прибыл на соревнования, но на трассу не выезжал                    |
| НПР | Был заявлен в числе участников, но не прибыл к началу соревнований |
| О | Соревнования отменены                                              |
| | Не участвовал                                                      |
| Поул-позиция |                                                                    |
| Быстрый круг |                                                                    |

| Год  | Команда          | Автомобиль               | 1           | 2        | 3      | 4         | 5         | 6       | 7         | 8         | 9           | 10        | Место | Очки |
| ---- | ---------------- | ------------------------ | ----------- | -------- | ------ | --------- | --------- | ------- | --------- | --------- | ----------- | --------- | ----- | ---- |
| 2012 | Mücke Motorsport | DTM AMG Mercedes C-Coupé | ХОК1 14     | ЛАУ 22†  | БРХ 14 | ШПИ 13    | НОР 9     | НЮР 7   | ЗАН Сход  | ОШЕ 7     | ВАЛ Сход    | ХОК2 Сход | 16    | 14   |
| 2013 | HWA Team         | DTM AMG Mercedes C-Coupé | ХОК1 Сход   | БРХ 3    | ШПИ 12 | ЛАУ 4     | НОР 2     | МОС 12  | НЮР 1     | ОШЕ 22†   | ЗАН 16      | ХОК2 18   | 5     | 70   |
| 2014 | HWA Team         | DTM AMG Mercedes C-Coupé | ХОК1 18     | ОШЕ Сход | ХУН 11 | НОР 1     | МОС 14    | ШПИ ДСК | НЮР 9     | ЛАУ 5     | ЗАН 8       | ХОК2 17   | 12    | 41   |
| 2015 | HWA AG           | DTM AMG Mercedes C-Coupé | ХОК1-1 Сход | ЛАУ1 6   | НОР1 2 | ЗАН1 Сход | ШПИ1 Сход | МОС1 12 | ОШЕ1 Сход | НЮР1 8    | ХОК2-1 Сход |           | 13    | 61   |
| 2015 | HWA AG           | DTM AMG Mercedes C-Coupé | ХОК1-2 7    | ЛАУ2 18  | НОР2 1 | ЗАН2 19   | ШПИ2 20†  | МОС2 23 | ОШЕ2 16   | НЮР2 Сход | ХОК2-2 19   |           | 13    | 61   |

† — гонщик не финишировал, но был классифицирован, так как проехал более 75 % всей дистанции гонки.